# ビオ (飲料)
ビオ（Vio）は、コカ・コーラ社が製造するフレーバー付き炭酸水のミルク飲料である。フレーバーの原材料は、シトラスバースト、ピーチマンゴー、ベリーベリー（Very Berry）、トロピカルコラーダ。
この飲料は2009年にアメリカのマーケットで試験的に導入されたものの幅広い支持は得られなかったが、2010年に入っても限定的に生産が継続された。『TIME』誌から2010年の飲料評価で酷評され、トップ10の「Bad Beverage Ideas」に選定されていた。
2016年になると、インドのコカ・コーラ社は同じ商品名を用いて非炭酸のフレーバーミルク「Vio」を打ち出した。ラインナップはVIOアーモンド・ディライトとVIOケサー・トリートの2種類となっている。コカ・コーラ社は日本でテイストの似ている「Qoo」という商品を販売している。
2020年、コカ・コーラ社は、インドのVIOブランドでスパイス・バターミルク飲料を地域限定発売した。